# Rue de l'Abadie
La rue de l'Abadie est une voie du 2e arrondissement de Marseille.

## Situation et accès
Située dans le quartier de l'Hôtel de Ville, elle relie la montée du Saint-Esprit à la rue du Poirier.

## Origine du nom
L'origine de ce nom vient peut-être d'un nom de famille, commun dans le Sud-Ouest de la France. Le ministre et théologien protestant Abladie (ou Abbadie), né en 1659 et mort en 1727, est ainsi possiblement à l'origine de ce nom. En effet, se trouvait à proximité le cimetière des protestants.
Une autre origine possible de ce nom pourrait être Abadia, mot provençal signifiant abbaye, en raison de la présence à quelques mètres de l'Abbaye de Saint-Sauveur dont dépendait l'église Notre-Dame-des-Accoules.

## Historique
Au XVe siècle, la rue est dénommée « Bonna carriére », signifiant bonne rue. Cette appellation désigne une « rue très accueillante » car on y trouvait des prostituées,.
Cette rue est également appelée « rue Labadie » ou « rue Abbadie ».
Sous la Révolution, les rues de Marseille voient leurs noms modifiés, et elle devient « rue du Noisetier ». 
Elle reprend son odonyme en 1809 sous le règne de Napoléon Ier.
Elle est classée le 28 avril 1855.
En 2016, l'intégralité du côté pair au Nord de la rue est l'objet d'une opération de renouvellement urbain menée par le Nouveau Logis Provençal dans le cadre du Plan de renouvellement urbain Zone urbaine sensible Centre Nord. 45 logements allant du T1 au T5 et 4 locaux commerciaux sont ainsi créés dans les murs des immeubles existants dont les façades sont conservées.